# Ustawa o rachunkowości
Ustawa o rachunkowości – polska ustawa z dnia 29 września 1994 roku (Dz.U. z 1994 r. nr 121, poz. 591), stanowiąca podstawę prawną rachunkowości (wraz z Międzynarodowymi i Krajowymi Standardami Rachunkowości). Zwyczajowo nazywa się ją polskim prawem bilansowym. Była wielokrotnie nowelizowana.
Ustawa określa zasady rachunkowości oraz tryb badania sprawozdań finansowych przez biegłych rewidentów. Przedstawia również zasady wykonywania działalności w zakresie usługowego prowadzenia ksiąg rachunkowych.
Omawiany akt prawny dokonuje w zakresie swej regulacji wdrożenia dyrektyw Wspólnot Europejskich, m.in.:
- dyrektywy 2001/65/WE z dnia 27 września 2001 r. zmieniającej dyrektywy 78/660/EWG, 83/349/EWG oraz 86/635/EWG w zakresie zasad oceny rocznych i skonsolidowanych sprawozdań finansowych niektórych rodzajów spółek, a także banków oraz innych instytucji finansowych;
- dyrektywy 2003/38/WE z dnia 13 maja 2003 r. zmieniającej dyrektywę 78/660/EWG w sprawie rocznych sprawozdań finansowych niektórych rodzajów spółek w odniesieniu do kwot wyrażonych w euro;
- dyrektywy 2003/51/WE z dnia 18 czerwca 2003 r. zmieniającej dyrektywy 78/660/EWG, 83/349/EWG oraz 91/674/EWG w sprawie rocznych i skonsolidowanych sprawozdań finansowych niektórych rodzajów spółek, banków i innych instytucji finansowych oraz zakładów ubezpieczeń.

## Zakres podmiotowy
Zgodnie z art. 2 ust. 1 ustawy jej przepisy stosuje się do mających siedzibę lub miejsce sprawowania zarządu na terytorium
Rzeczypospolitej Polskiej:
- spółek handlowych (osobowych i kapitałowych, w tym również w organizacji) oraz spółek cywilnych, z zastrzeżeniem pkt 2, a także innych osób prawnych, z wyjątkiem Skarbu Państwa i Narodowego Banku Polskiego
- osób fizycznych, spółek cywilnych osób fizycznych, spółek jawnych osób fizycznych oraz spółek partnerskich, jeżeli ich przychody netto ze sprzedaży towarów, produktów i operacji finansowych za poprzedni rok obrotowy wyniosły co najmniej równowartość w walucie polskiej 2 000 000 euro
- jednostek organizacyjnych działających na podstawie Prawa bankowego, przepisów o obrocie papierami wartościowymi, przepisów o funduszach inwestycyjnych i zarządzaniu alternatywnymi funduszami inwestycyjnymi, przepisów o działalności ubezpieczeniowej i reasekuracyjnej, przepisów o spółdzielczych kasach oszczędnościowo-kredytowych lub przepisów o organizacji i funkcjonowaniu funduszy emerytalnych, bez względu na wielkość przychodów;
- gmin, powiatów, województw i ich związków, a także:
  - państwowych, gminnych, powiatowych i wojewódzkich jednostek budżetowych
  - gminnych, powiatowych i wojewódzkich zakładów budżetowych
- jednostek organizacyjnych niemających osobowości prawnej, z wyjątkiem spółek, o których mowa w pkt 1 i 2
- oddziałów i przedstawicielstw przedsiębiorców zagranicznych w rozumieniu przepisów ustawy z dnia 6 marca 2018 r. o zasadach uczestnictwa przedsiębiorców zagranicznych i innych osób zagranicznych w obrocie gospodarczym na terytorium Rzeczypospolitej Polskiej (Dz.U. z 2025 r. poz. 89)
- jednostek niewymienionych wyżej, jeżeli otrzymują one na realizację zadań zleconych dotacje lub subwencje z budżetu państwa, budżetów jednostek samorządu terytorialnego lub funduszów celowych – od początku roku obrotowego, w którym dotacje lub subwencje zostały im przyznane.

## Układ ustawy
Układ ustawy podporządkowany jest przedmiotowemu (funkcjonalnemu) zakresowi rachunkowości (art. 4). Składa się ona z następujących rozdziałów:
- Rozdział 1. Przepisy ogólne
- Rozdział 2. Prowadzenie ksiąg rachunkowych
- Rozdział 3. Inwentaryzacja
- Rozdział 4. Wycena aktywów i pasywów oraz ustalanie wyniku finansowego
- Rozdział 4a. Łączenie spółek
- Rozdział 5. Sprawozdania finansowe jednostki
- Rozdział 6. Skonsolidowane sprawozdania finansowe grupy kapitałowej
- Rozdział 7. Badanie, składanie do właściwego rejestru sądowego, udostępnianie i ogłaszanie sprawozdań finansowych
- Rozdział 8. Ochrona danych
- Rozdział 8a. Usługowe prowadzenie ksiąg rachunkowych
- Rozdział 9. Odpowiedzialność karna
- Rozdział 10. Przepisy szczególne i przejściowe
- Rozdział 11. Zmiany w przepisach obowiązujących, przepisy końcowe
- Załączniki:
  - Załącznik nr 1 Zakres informacji wykazanych w sprawozdaniu finansowym, o którym mowa w art. 45 ustawy, dla jednostek innych niż banki, zakłady ubezpieczeń, zakłady reasekuracji i jednostki mikro
  - Załącznik nr 2 Zakres informacji wykazanych w sprawozdaniu finansowym, o którym mowa w art. 45 ustawy, dla banków
  - Załącznik nr 3 Zakres informacji wykazanych w sprawozdaniu finansowym, o którym mowa w art. 45 ustawy, dla zakładów ubezpieczeń i zakładów reasekuracji
  - Załącznik nr 4 Zakres informacji wykazanych w sprawozdaniu finansowym, o którym mowa w art. 45 ustawy, dla jednostek mikro